# Saudade do Iguaçu
Saudade do Iguaçu är en kommun i Brasilien.   Den ligger i delstaten Paraná, i den södra delen av landet, 1 200 km söder om huvudstaden Brasília. Antalet invånare är 5 007.
Omgivningarna runt Saudade do Iguaçu är en mosaik av jordbruksmark och naturlig växtlighet. Runt Saudade do Iguaçu är det ganska glesbefolkat, med 23 invånare per kvadratkilometer.